# Abdicaciones de Bayona

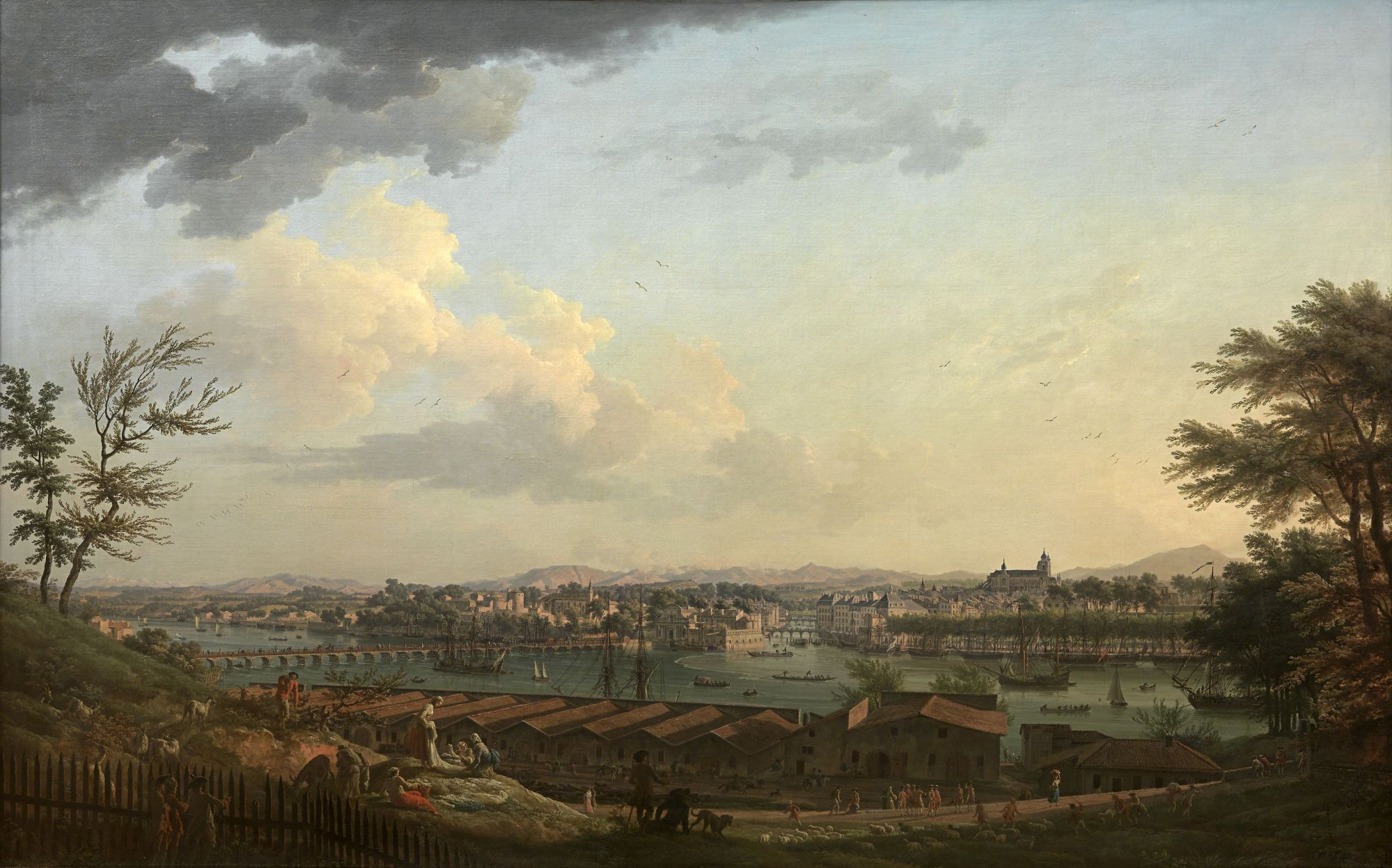
Vista de Bayona en 1760.

Las abdicaciones de Bayona tuvieron lugar el 5 y 6 de mayo de 1808 en la ciudad francesa de Bayona. Es el nombre por el que se conocen las sucesivas renuncias al trono por parte de Fernando VII de España, que devolvió a su padre la corona obtenida con el motín de Aranjuez, y de Carlos IV, que la víspera había cedido estos derechos al emperador francés Napoleón, quien un mes más tarde designó como rey de España e Indias a su hermano, que reinó con el nombre de José I.
Las renuncias han sido consideradas forzadas, pero algunos historiadores han señalado que ni Carlos IV ni Fernando VII estuvieron a la altura para hacer frente a las presiones y a las amenazas de Napoleón. Algunos autores han afirmado que fueron «secuestrados» por Napoleón, pero otros no emplean este término para referirse a lo acontecido en Bayona.
Las abdicaciones no fueron reconocidas ni en España ni en la América española por los «patriotas» y la explosión de rechazo al nuevo rey José I y de lealtad al cautivo Fernando VII fueron, según François-Xavier Guerra, «generales en todos los lugares de la monarquía», aunque hubo españoles, especialmente entre la élite ilustrada, que le apoyaron por lo que se les llamó inicialmente «traidores» o «juramentados», y con posterioridad «josefinos» o, despectivamente, «afrancesados». Los españoles «patriotas» llamaron a José I «el rey intruso». Pocos días después de que este abandonara precipitadamente Madrid el 31 de julio como consecuencia de la derrota francesa en la batalla de Bailén, el Consejo de Castilla declaró nulas las renuncias de Bayona y el 24 de agosto proclamó rey in absentia a Fernando VII. Posteriormente, el 14 de enero, Gran Bretaña, el principal enemigo del Primer Imperio francés, reconocía en el Tratado Apodaca-Canning a su Majestad católica Fernando VII como rey de España. Gracias a la intervención directa de la Grande Armée comandada personalmente por Napoleón, José I recuperó el trono que mantendría hasta junio de 1813. Como hubo españoles que le apoyaron, la guerra de la Independencia española también tuvo un componente de guerra civil.

## Antecedentes: la intervención de Napoleón en España

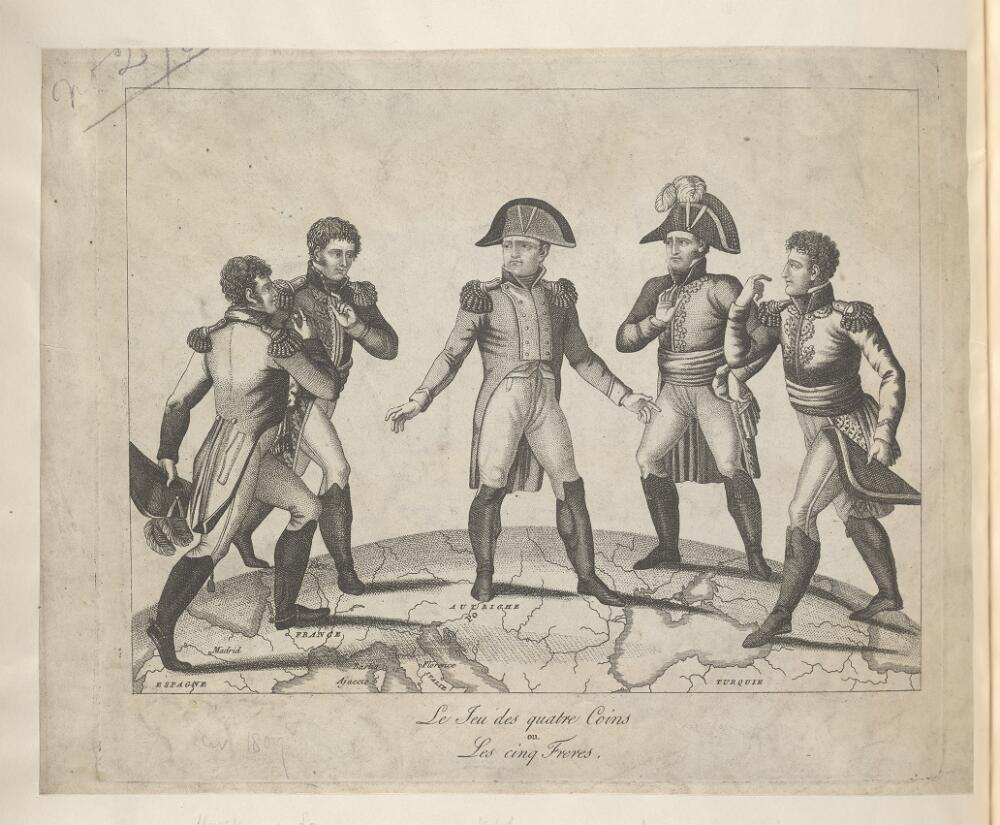
Caricatura satírica del Imperio napoleónico y de la Casa Bonaparte titulada "El juego de las cuatro esquinas o los cinco hermanos" (1807). Aparecen José Bonaparte, rey de Nápoles; Luis Bonaparte, rey de Holanda; el Emperador Napoleón Bonaparte (en el centro); Jerónimo Bonaparte, rey de Westfalia; y Joachim Murat, cuñado de los cuatro hermanos Bonaparte.

El momento en que Napoleón decidió intervenir abiertamente en la Monarquía de Carlos IV, aliada de la República Francesa desde la firma del Tratado de Basilea de 1795, ha sido objeto de debate. Miguel Artola lo ha situado después del complot de El Escorial descubierto el 27 de octubre de 1807 ―el intento frustrado del Príncipe de Asturias Fernando de poner fin al gobierno del «favorito» Manuel Godoy y de probablemente obligar a su padre a abdicar en él la Corona de España― porque le demostró al Emperador lo inestable que era su aliado del sur ―cuya política exterior, por otro lado, venía mediatizando desde 1801―. Lo mismo afirma el historiador francés Thierry Lentz: «Es probablemente en esta época cuando la decisión definitiva de intervenir en España, y no sólo para escoger entre Carlos y Fernando, tomó forma». También pudo influir en la decisión el embajador francés François de Beauharnais, que había estado implicado en el complot y que le escribió al emperador: «Es únicamente de Su Majestad Imperial que la nación española espera su salvación y se puede asegurar que en todo el reino no hay más que amigos calurosos de Francia».
En su cautiverio en la isla de Santa Elena Napoleón escribirá: «No podíamos dejar a España a nuestras espaldas, a la disposición de nuestros enemigos. Era preciso encadenarla, de grado o por fuerza, a nuestro sistema». «La nación española  despreciaba su gobierno; pedía a gritos el bien de la regeneración. Podía esperar a realizarla sin derramar sangre; las disensiones de la familia real la habían manchado con el general desprecio», escribió también. Thierry Lentz ha indicado que en la idea de intervenir en la política española también influyó «un sentimiento de superioridad respecto de un reino que se le tomaba poco en serio… Esta España tragicómica se resumía, en los espíritus franceses, en un país caracterizado por el oscurantismo religioso, la vanidad de la nobleza, la pobreza y la ignorancia del pueblo… Lo peor es que estos sentimientos se podían encontrar palabra por palabra en los numerosos informes que llegaban al despacho del emperador».
Artola ha señalado que en aquel momento Napoleón no se planteó la sustitución de los Borbones sino anexionarse las «provincias» españolas al norte del Ebro, trasladando a este río la frontera franco-española, como en los tiempos del Imperio Carolingio ―operación que se completaría con el casamiento del príncipe Fernando con una princesa de su familia pero que no se llevaría a cabo por la negativa de Luciano Bonaparte a dar su consentimiento a que la elegida fuera su hija mayor Carlota―. Para realizar su plan de desmembración de España, Napoleón aprovechó la oportunidad que le ofrecía el Tratado de Fontainebleau, firmado el mismo día en que se descubrió el «complot de El Escorial», que permitía que un ejército francés atravesara España para conquistar el Reino de Portugal. A pesar de que el 30 de noviembre el mariscal Junot ya había entrado en Lisboa, entre el 22 de diciembre de 1807 y el 6 de febrero de 1808 cruzaron la frontera franco-española tres nuevos cuerpos de Ejército mandados por los mariscales Dupont, Moncey y Duhesme. El 20 de febrero el mariscal Joachim Murat era nombrado lugarteniente general de las tropas francesas que se encontraban en España (entre 80 000 y 100 000 hombres).

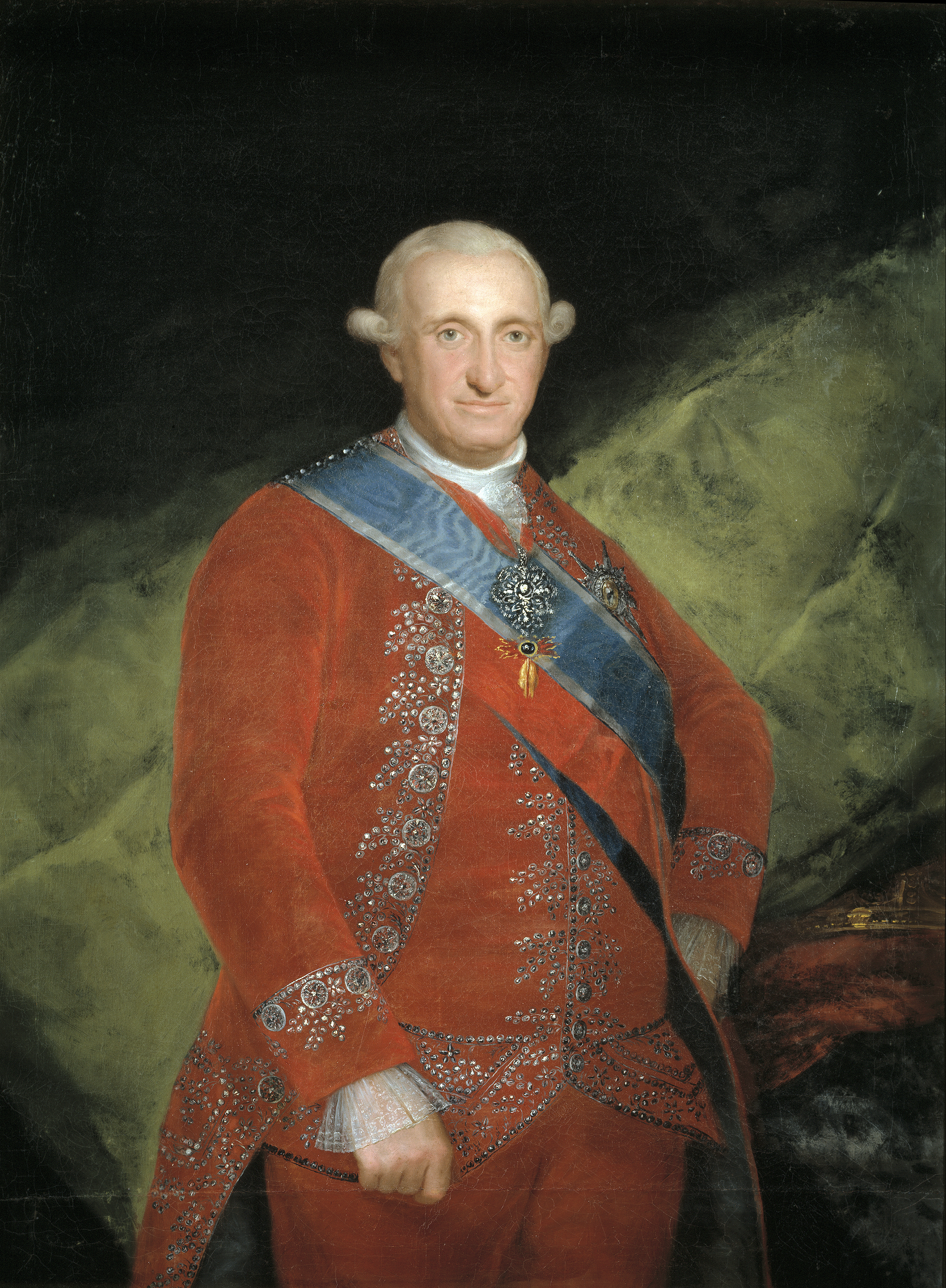
Carlos IV, que se vio obligado a abdicar en su hijo Fernando como consecuencia del motín de Aranjuez.

Mientras tanto Napoleón intentaba estar bien informado de lo que sucedía en el país. Un ayudante suyo que había enviado a España le dijo a su vuelta el 20 de diciembre: «España, en sus desgracias , mira a S.M.I. [Napoleón I] como el único que puede salvarla; se espera que se dignará tomar al príncipe de Asturias bajo su protección, elegirle una mujer y librar a España de la tiranía que la oprime… No puede hacerse idea de la ruina en que se encuentra España». En un  documento que hace llegar a Carlos IV a finales de febrero de 1808 bajo el título Especies y cuestiones proponibles, Napoleón «descubre su juego», en palabras de Miguel Artola, y le plantea intercambiar Portugal por las provincias fronterizas con Francia. Para sellar el acuerdo le propone el restablecimiento de «un pacto equivalente al viejo pacto de familia… y aún más perfecto todavía».
El «caos», en palabras de Artola, provocado por los sucesos conocidos como el «Motín de Aranjuez» ―la destitución de Godoy y la abdicación de Carlos IV a favor del heredero al trono, Fernando― es lo que decide finalmente a Napoleón a sustituir a los Borbones por un miembro de su familia. «Ya carecía de sentido la anexión de una parte del reino, porque el emperador no podía confiar en Fernando tras sus reprobables manejos para destronar a su padre y la crueldad mostrada con Godoy. Sólo cabía prescindir de la Casa de Borbón y aplicar en España el sistema seguido en otros lugares, esto es, situar en el trono a un miembro de la familia de Napoleón», ha afirmado Emilio La Parra López.
Al parecer fue su ministro Talleyrand el primero que le aconsejó que tomara esa determinación. En una Memoria que le entregó a Napoleón le decía: «No hay en el trono más que una sola rama de la casa de Borbón, la de España que, colocada a nuestras espaldas cuando se trate de hacer frente a las potencias de Alemania, será siempre amenazadora… Ha llegado el momento de declarar que la última casa de Borbón ha cesado de reinar… Un príncipe de la casa imperial ocupando el trono de España completaría el sistema del Imperio… Para todo esto bastaría un ejército de 30 000 hombres». El ministro Jean-Baptiste Nompère de Champagny, tras el «motín de Aranjuez», le presentó a Napoleón un amplio informe, en cuya redacción intervino el propio emperador, en el que concluía: «He expuesto a V.M. las circunstancias que le obligan a tomar una gran decisión. La política lo aconseja, la justicia lo autoriza, los disturbios de España fuerzas la necesidad. V.M. debe, pues, proveer a la seguridad de su Imperio y salvar a España del influjo inglés».

## Al encuentro del emperador: el viaje de Fernando VII a Bayona

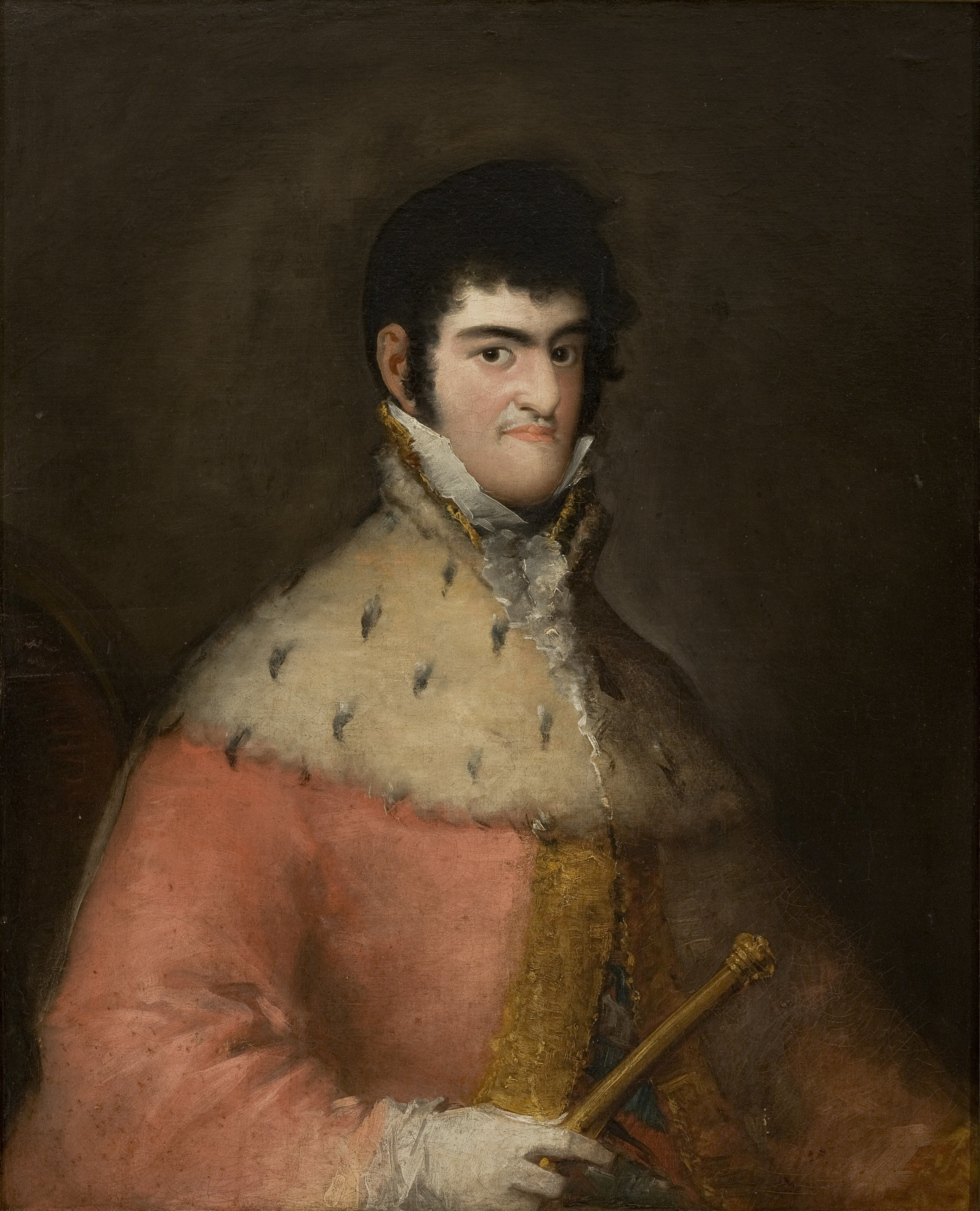
Retrato de Fernando VII por Goya (1808).

Nada más acceder al trono, Fernando VII envió al duque del Parque a cumplimentar al mariscal Joachim Murat, lugarteniente general de las tropas francesas situadas en España, pero este no hizo lo mismo cuando el 24 de marzo Fernando VII hizo su entrada triunfal en Madrid, ni el embajador francés François de Beauharnais lo saludó. Tampoco Napoleón le envió ninguna nota. De hecho ninguna autoridad militar ni civil francesa le dispensó el tratamiento de «Majestad» sino el de «Su Alteza Real», la misma fórmula que habían utilizado para dirigirse a él cuando era Príncipe de Asturias, lo que, según Emilio La Parra López, «era muy revelador sobre la actitud de Francia» y «muy preocupante para él, consciente de que el mantenimiento de su corona dependía del reconocimiento del emperador francés. Obtenerlo fue, en consecuencia, su obsesión». El 26 de marzo Fernando le escribe al embajador francés: «Mis intenciones son la felicidad de ver a S.M.I. y R. [Su Majestad Imperial y Real, es decir, Napoleón] y seguir sus consejos». Una semana después, el 2 de abril, el Consejo de Castilla hacía público un bando en el que reiteraba que los franceses estaban en España «para ejecutar los planes convenidos con S.M. contra el enemigo común» [Inglaterra] y anunciaba que se castigaría a quien «con el menor exceso» perturbe «esta amistosa y recíproca correspondencia». Por otro lado, la propaganda fernandina seguía afirmando que el ejército imperial había entrado en España para proteger al nuevo rey de los manejos de los «godoyistas». Pero en aquel momento Napoleón ya había decidido la sustitución de los Borbones por un miembro de su familia, aunque no se lo había dicho ni siquiera a sus colaboradores más cercanos. Tampoco a su lugarteniente en España, el mariscal Murat.
El 3 de abril Fernando VII comunicó a Murat que iba a salir al encuentro de Napoleón, de quien el día anterior aquel había anunciado que pronto estaría en España. «Tratar personalmente con Napoleón era vital para Fernando, porque no sólo necesitaba de manera urgente su reconocimiento, sino también contrarrestar los informes desfavorables sobre él que iban llegando al emperador e impedir los posibles movimientos de Carlos IV. En el entorno de Fernando se sabía ―o al menos se sospechaba― que Carlos IV había protestado su renuncia al trono». En efecto, solo dos días después de su abdicación el 19 de marzo le había entregado al general Monthion, enviado por Murat a Aranjuez, una nota en la que declaraba que se había visto forzado a renunciar a la Corona, «para evitar males mayores y la efusión de la sangre de mis queridos vasallos». Y el 27 de marzo le había escrito una carta a Napoleón en la que le pedía su protección y le explicaba que había abdicado «en fuerza de las circunstancias y cuando el ruido de las armas y los clamores de una guardia amotinada me hacían conocer bastante que era preciso escoger entre la vida y la muerte, que hubiera sido seguida de la de la Reina». El historiador Emilio La Parra López comenta: «Con el lenguaje del Antiguo Régimen, el ex rey venía a calificar lo sucedido de golpe de Estado». La carta enviada a Napoleón decía lo siguiente:

Señor mi hermano: V.M. sabrá sin duda con pena los sucesos de Aranjuez y sus resultas y no verá con indiferencia a un rey que, forzado a renunciar a la corona, acude a ponerse en los brazos de un grande monarca, aliado suyo, subordinándose totalmente a la disposición del único que puede darle su felicidad, la de toda su familia y la de sus fieles vasallos.
 Yo no he renunciado a favor de mi hijo sino por la fuerza de las circunstancias, cuando el estruendo de las armas y los clamores de una guardia sublevada me hacían conocer bastante la necesidad de escoger la vida o la muerte...
 Yo fui forzado a renunciar; pero he tomado la resolución de conformarme con todo lo que quiera disponer de nosotros y de mi suerte, la de la Reina y la del Príncipe de la Paz [Manuel Godoy].

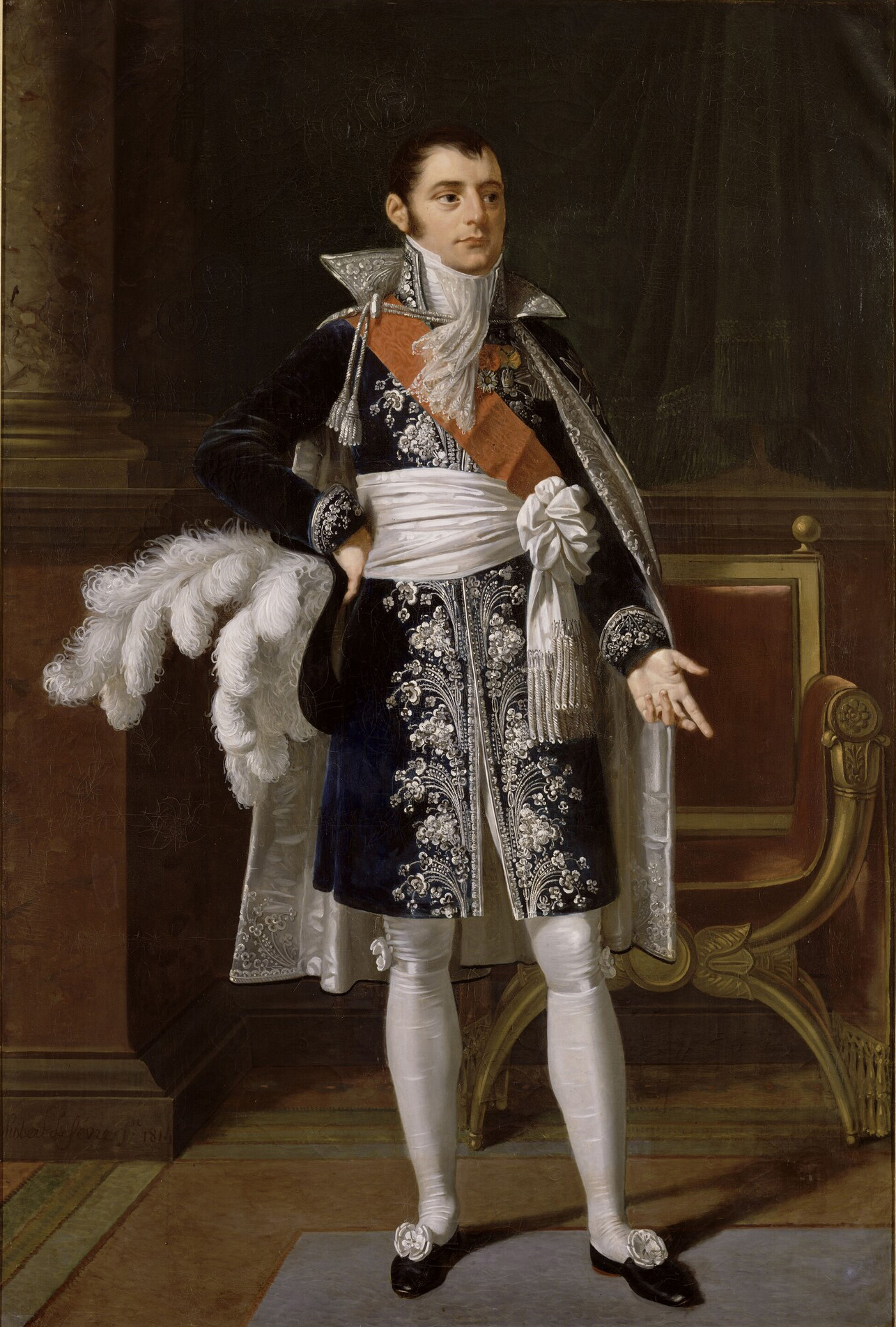
Retrato del general francés Anne Jean Marie René Savary, enviado por Napoleón para que se ganara la confianza de Fernando VII y lo condujera hasta Bayona.

El 4 de abril partió de Madrid el infante Carlos María Isidro de Borbón, acompañado de tres Grandes de España ―los duques de Frías y de Medinaceli y el conde de Fernán Núñez―, para preparar el encuentro con el emperador, pero el 8 de abril ya habían llegado a Tolosa (Guipúzcoa), tras pasar por Valladolid, Burgos y Vitoria, sin haber tenido ninguna noticia del paradero de Napoleón. Lo único que se sabía era que el 2 de abril había salido de París en dirección a Bayona. El 7 de abril había llegado a Madrid un enviado especial de Napoleón, el general Anne Jean Marie René Savary, quien le comunicó a Fernando VII que el emperador había puesto bajo su protección a su padre Carlos IV y que era imperiosamente necesario que se vieran. La misión que le había encomendado Napoleón al general Savary era que se ganara la confianza de Fernando VII ―de ahí que utilizara el tratamiento de «Majestad» cuando se entrevistó con él― y que lo condujera a Bayona.

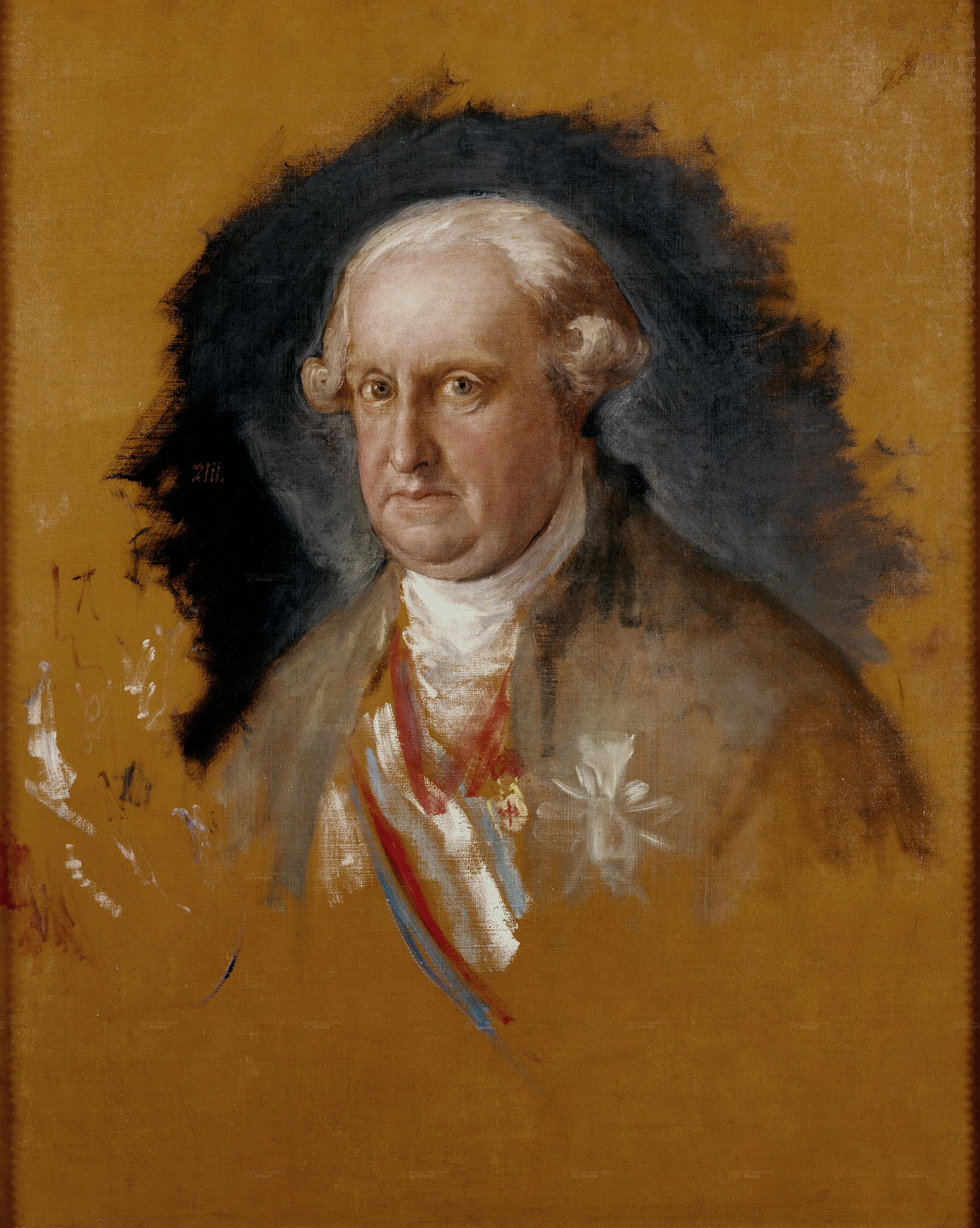
El infante Antonio Pascual, óleo sobre tela.
Esbozo para La familia de Carlos IV.
Francisco de Goya, 1800. Museo del Prado. Presidió la Junta Suprema de Gobierno que nombró Fernando VII tras su salida de Madrid para ir al encuentro de Napoleón.

El 10 de abril Fernando VII salió de Madrid esperando encontrarse con Napoleón en Burgos ―previamente había nombrado una Junta Suprema de Gobierno presidida por su tío el infante Antonio Pascual de Borbón―. Le acompañaba un numeroso séquito encabezado por los tres miembros de su gabinete privado ―Escoiquiz, y los duques del Infantado y de San Carlos― y por un único miembro del gobierno, el secretario del Despacho de Estado Pedro Cevallos. Los escoltaban tropas francesas al mando del general Savary. El 12 de abril la comitiva llegó a Burgos donde el rey hizo una entrada triunfal aclamado por la multitud, como ya había ocurrido en otros lugares del recorrido, pero Napoleón no se encontraba allí como esperaba. Así que reanudaron el viaje y al día siguiente llegaban a Vitoria. Tampoco se encontraba allí el emperador. Un antiguo ministro de Carlos IV Mariano Luis de Urquijo, que se había desplazado desde Bilbao, le advirtió a Fernando VII de que, basándose en lo que decía la prensa francesa, el plan de Napoleón era acabar con la dinastía Borbón. El rey y sus consejeros dudaron pero las garantías que les dio el general Savary ―que también los amenazó con desatar las hostilidades si no iban a Bayona― les indujeron a continuar el viaje. Cuando Urquijo regresó a Bilbao escribió: «todos están ciegos y caminan a una ruina inevitable». Otras personas también habían intentado disuadirlos pero asimismo sin éxito. Tampoco hicieron caso al informe que desde Madrid le envió al rey la Junta de Gobierno en la que se quejaba de que las tropas francesas «agotan todas las rentas y recursos de nuestro empobrecido erario, verificando insoportables molestias y vejaciones a los pueblos» y en el que también se exponía el deseo de «la Nación», que hasta ese momento habían conseguido contener «las diligencias del Gobierno», «de conservar su independencia de toda autoridad extranjera».
Fernando VII escribió una carta a Napoleón, que llevó personalmente Savary a Bayona, en la que le decía que la abdicación de Carlos IV había sido libre y espontánea y le mostraba su lealtad. La carta terminaba así: «Ruego, pues, a V.M.I. y R. con eficacia que se sirva poner término a la situación de congoja en que me ha puesto su silencio, y disipar, por medio de una respuesta favorable, las vivas inquietudes que mis fieles vasallos sufrirían con la duración de la incertidumbre». La respuesta de Napoleón fue «durísima», según Emilio La Parra López. En la carta que le entregó Savary el 18 de abril ―«era la primera vez que se dirigía directamente a Fernando, a quien en momento alguno otorgó el tratamiento de “majestad”»― le decía: «Como Soberano vecino debo enterarme de lo ocurrido antes de reconocer esta abdicación… Si la abdicación del rey Carlos es espontánea y no ha sido forzado a ella por la insurrección y motín ocurrido en Aranjuez, yo no tengo dificultad en admitirla y en reconocer a V.A.R. rey de España. Deseo pues discutir con Ella de este tema… Dudo entre diversas ideas que tienen que ser aclaradas». En la carta también hizo referencia al papel de Fernando VII en el complot de El Escorial recordándole «cuán sagrados son los derechos del Trono». Para sorpresa del propio Napoleón, que había tomado medidas para impedir que Fernando VII regresara a Madrid, la respuesta de este fue la plena sumisión a él ―la carta la encabezaba con la fórmula «Señor mi hermano»―, y en ella le comunicaba que salía inmediatamente para Bayona. Abandonó Vitoria el 19 de abril, aunque su marcha trató de ser impedida por una multitud que desconfiaba de los franceses. El rey les aseguró que su viaje al encuentro de «su aliado el emperador» tendría «las más felices consecuencias».
Entretanto Murat, tras haber salido Fernando VII de Madrid, presionó a la Junta de Gobierno para liberar a Manuel Godoy, llevarlo a Francia e influir así en el ánimo de los reyes padres. La excarcelación se llevó a cabo el 20 de abril, dado el temor de la Junta a la reacción de Murat, como del convencimiento que con ello beneficiaría la causa del rey Fernando con Napoleón. Godoy fue entregado a los franceses y llegaría a Bayona el 26 de abril. Asimismo Murat, el día 16, comunicó a la Junta que el emperador Napoleón no reconocía a otro rey que a Carlos IV y que iba a publicar una proclama en la que indicaba que su abdicación había sido forzosa. No obstante, la Junta respondió que no se daría por enterada hasta que el propio Carlos se lo dijera y pidió el secreto de dicha resolución. Enseguida, Murat se puso de acuerdo con Carlos IV, quien desde El Escorial, a donde lo había llevado Murat, escribió a Napoleón poniéndose en sus manos, y a su hermano Antonio, presidente de la Junta, con la retractación de su abdicación y la confirmación de los miembros de la Junta de Gobierno tal y como la había constituido su hijo Fernando. El 22 de abril los reyes padres emprendían el viaje a Bayona.

## Abdicaciones de Bayona

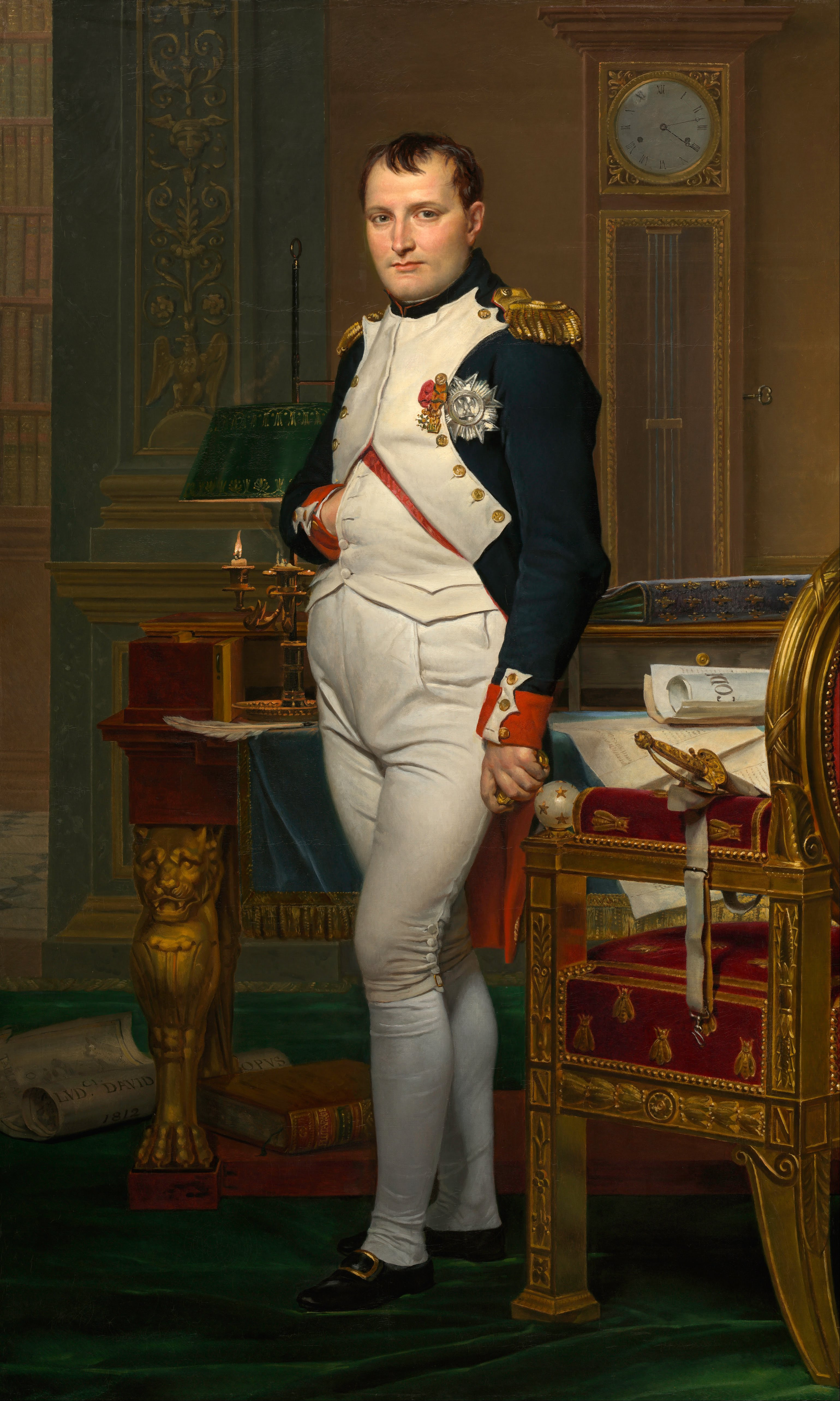
Napoleón I, emperador de los franceses.

Al mediodía del 20 de abril Fernando VII llegó a Bayona, habiendo pasado la noche en Irún. Ningún enviado del emperador había salido a recibirle en la frontera tal como determinaba el protocolo. Fue conducido al edificio de la intendencia donde ya se encontraba su hermano, el infante Carlos, y tanto a Fernando como a los miembros de su comitiva no les pareció el lugar adecuado como residencia de un monarca. Poco después comió con Napoleón en el Château de Marracq y en ningún momento este se dirigió a él con el término «Majestad» y ni siquiera con el de «Alteza Real» ―sobre este primer encuentro Napoleón le escribió a Talleyrand: «No me ha dicho ni una sola palabra; es indiferente a todo, muy material, come cuatro veces al día y no tiene idea de nada»―. Por la tarde se presentó el general Savary en el edificio de la intendencia para comunicarle que el emperador «había decidido irrevocablemente que no reinase la dinastía de Borbón en España y que en su lugar sucediese la suya». Tanto el rey como el infante Carlos y todo su séquito quedaron muy sorprendidos. El secretario del Despacho Cevallos escribió a la Junta de Gobierno de Madrid: Napoleón «no quiere que reine ningún Borbón… Actúa con tales amenazas y con un tono tan imperioso e inaudito que no cabe poder trasladarlo al papel».

Caricatura satírica británica sobre las abdicaciones de Bayona titulada: "Boney ['huesudo'] en Bayona soplando una burbuja española". Aparece Napoleón (Boney) soplando una burbuja mientras bombardea Madrid. En la burbuja se encuentran, vestidos con ropajes del siglo XVII, Carlos IV, el "viejo rey", al que Napoleón llama "mi amigo"; la "más digna reina" María Luisa de Parma, a la que Napoleón le dice que de él "nada ha de temer"; el "Príncipe de Asturias" Fernando, al que llama "mi amigo y hermano"; y Manuel Godoy, "Príncipe de la Paz", al que asegura que en él tiene a su "Ángel de la Guarda".

El 30 de abril, diez días más tarde que Fernando VII, llegaban a Bayona Carlos IV y su esposa María Luisa de Parma ―Napoleón los había tenido bajo su protección en El Escorial y tanto Murat como el nuevo embajador francés conde de La Forest le habían dado a entender a Carlos IV que el emperador se proponía restablecerlo en el trono de España, o así lo había creído él―. A diferencia de lo sucedido con Fernando VII, habían sido cumplimentados por un enviado del emperador nada más cruzar la frontera y cuando entraron en Bayona hubo repique de campanas y ciento una salvas de cañón como establecía el protocolo. Fueron conducidos al palacio de Gobierno, una residencia más apropiada que el edificio de la intendencia donde se alojaban Fernando y su séquito. Y pocas horas después de su llegada se celebró un besamanos al que acudieron todos los grandes de España  que habían acompañado a Fernando. «El diferente trato dispensado por Napoleón a Carlos IV y a Fernando VII fue suficientemente expresivo. Al primero le acogió como a un rey; al segundo no lo tuvo por tal», ha comentado Emilio La Parra López.
Al día siguiente 1 de mayo los reyes padres comieron con Napoleón, almuerzo al que también asistió Manuel Godoy que había sido liberado de su prisión por las tropas francesas y que había llegado a Bayona el 26 de abril. Durante el mismo Napoleón le pidió a Carlos IV que llamara a su hijo y le «requiriera» para que «por un acto escrito, firmado de su puño, le devuelva la Corona». «No estaría bien que yo lo hiciese, porque no soy su padre ni su Rey, sino tan sólo un Soberano amigo y aliado de VV.MM. Esto no obstante, si lo juzgase conveniente para imponer mayor respeto a su hijo extraviado, yo estoy pronto a acompañarle y asistirle en este grave paso, que es inevitable», añadió el emperador. Carlos IV cumplió inmediatamente el encargo y llamó a su presencia al «príncipe de Asturias» y le exigió el documento de su renuncia al trono. Al día siguiente Fernando lo entregó. En él decía: «Estoy pronto, atendidas las circunstancias en que me hallo, a hacer renuncia de mi corona a favor de V.M.». Pero ponía dos condiciones: que la renuncia se hiciera en Madrid ante las Cortes y que si Carlos IV finalmente no deseara reinar ni volver a España, él gobernaría el reino como su lugarteniente. En la carta de respuesta, escrita en realidad por Napoleón, Carlos IV rebatió esas condiciones: «Yo soy rey por el derecho de mis padres; mi abdicación es el resultado de la fuerza y de la violencia; no tengo pues nada que recibir de vos, ni menos puedo consentir a ninguna reunión en junta, nueva necia sugestión de los hombres que os acompañan».

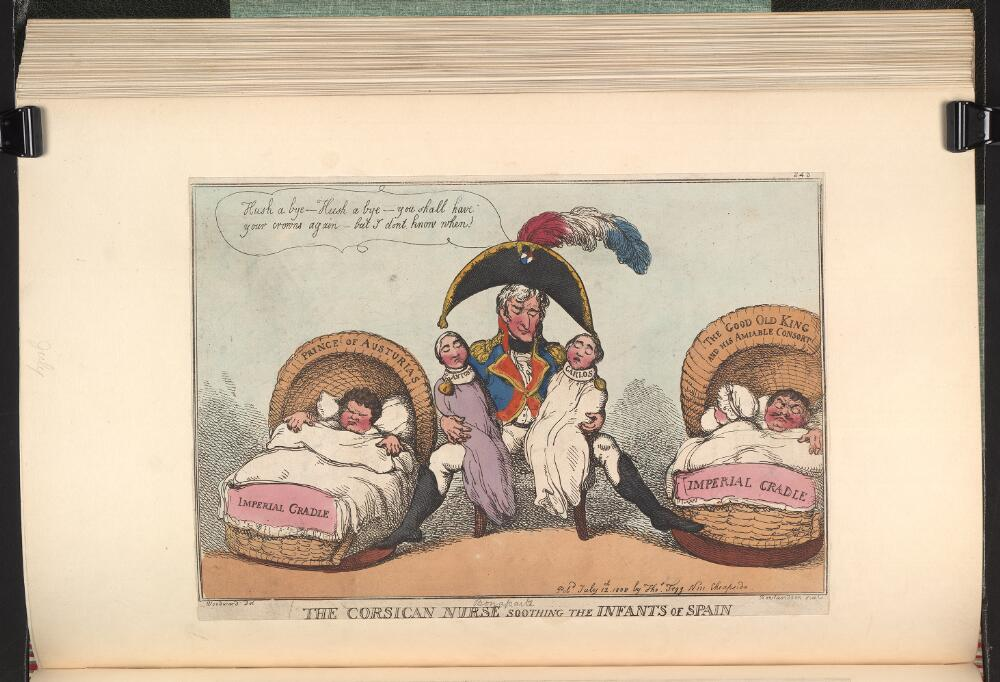
Caricatura satírica del inglés George Moutard Woodward titulada "La niñera corsa calmando a los infantes de España" (julio, 1808). La "niñera corsa" (Napoleón) tiene en sus brazos a los infantes Carlos María Isidro de Borbón y Francisco de Paula Antonio de Borbón, mientras que en una "cuna imperial" se encuentra acostado el Príncipe de Asturias Fernando y en la otra Carlos IV y su "amable consorte". Napoleón dice: "¡Callaros! ¡Callaros! Recuperaréis vuestras coronas. Pero no sé cuándo".

El 4 de mayo Carlos IV, ejerciendo como el verdadero rey de España, promulgó un decreto fechado en Bayona por el que nombraba «Lugar-Teniente general del Reyno» y presidente de la Junta de Gobierno «a nuestro amado hermano el gran duque de Berg [Murat] que manda al mismo tiempo las tropas de nuestro aliado el emperador de los franceses». En realidad Carlos IV estaba actuando al dictado de Napoleón, quien dos días antes había ordenado a Murat que enviara a Bayona al resto de la familia real española (el infante Francisco de Paula de Borbón, de 14 años de edad; la infanta María Luisa de Borbón (reina de Etruria); y el infante Antonio Pascual de Borbón, hermano de Carlos IV y a quien Fernando VII había dejado al frente de la Junta de Gobierno después de abandonar Madrid para salir al encuentro de Napoleón).
En la carta que le envió Napoleón a Murat el 2 de mayo le desveló sus planes: «Estoy muy contento del rey Carlos y de la reina, que están aquí muy felices. Los destino a Compiègne. Destino al rey de Nápoles a reinar en España. Os daré el reino de Nápoles o el de Portugal». En el momento de escribir la carta Napoleón desconocía el levantamiento antifrancés que se había producido en Madrid el 2 de mayo y que iba a dar inicio a la Guerra de la Independencia española ―doscientos soldados franceses habían resultado muertos—. Se enteró el 5 de mayo por la tarde por una carta que le había enviado Murat en la que le informaba de que la «revuelta» había sido aplastada y en represalia más de mil «insurgentes» habían sido fusilados. Según los testigos presentes, cuando Napoleón leyó la carta montó en cólera y se dirigió rápidamente a los alojamientos de Carlos IV. «Ved lo que recibo de Madrid, no me lo puedo explicar», le dijo el emperador.
Tras leer la carta de Murat, Carlos IV llamó a su presencia a sus hijos Fernando y Carlos. Según Thierry Lentz, «la escena que siguió fue todavía más alucinante que las habidas hasta entonces». Emilio La Parra López está completamente de acuerdo: la escena «no pudo ser más penosa». «Hubo durísimos reproches, en especial de la reina a Fernando; Carlos IV se declaró incapaz de seguir ciñendo la corona, el infante Carlos apoyó a su hermano Fernando con un sentido abrazo que sonó a despedida, y este último guardó silencio todo el rato, cosa que incomodó sobremanera a Napoleón». Intervino el emperador dirigiéndose a Fernando: «Esta masacre no puede ser más que la obra de un partido que usted no puede repudiar, y yo no reconoceré nunca como rey de España al que primero ha roto la alianza que, desde tanto tiempo, la unía a Francia, ordenando el asesinato de soldados franceses». Y a continuación le lanzó un ultimátum: «Si de aquí a media noche no habéis reconocido a vuestro Padre por vuestro Rey legítimo y no lo hacéis saber a Madrid, seréis tratado como un rebelde». Cuando se hubo marchado Fernando, Napoleón le dijo a Carlos IV que si no deseaba reinar él se haría «dueño de España» y le daría asilo en sus Estados «y V.M. me hará renuncia de los suyos». Enseguida el mariscal Gérard Duroc, ayudante del emperador, y Manuel Godoy, en nombre de los reyes padres, se pusieron a redactar un tratado por el que Carlos IV cedía sus derechos a la Corona española a Napoleón con sólo dos condiciones: el mantenimiento de la integridad territorial de la monarquía y la continuidad de la religión católica como única del reino, lo que Napoleón aceptó. En el tratado también se establecía el compromiso del emperador de acoger en Francia a Carlos IV, a su esposa y a Godoy y a pagarles en plazos mensuales la cantidad de 30 millones de reales para su manutención. Napoleón también le cedía a Carlos IV la propiedad del Château de Chambord. En el tratado, que en realidad era un acto privado que no cumplía las formas diplomáticas requeridas, el emperador era reconocido como «el único que, al punto que habían llegado las cosas, [podía] restablecer el orden».

He tenido a bien dar a mis amados vasallos la última prueba de mi paternal amor. Su felicidad, la tranquilidad, prosperidad, conservación e integridad de los dominios que la divina providencia tenía puestos bajo mi Gobierno, han sido durante mi reinado los únicos objetos de mis constantes desvelos. Cuantas providencias y medidas se han tomado desde mi exaltación al trono de mis augustos mayores, todas se han dirigido a tan justo fin, y no han podido dirigirse a otro. Hoy, en las extraordinarias circunstancias en que se me ha puesto y me veo, mi conciencia, mi honor y el buen nombre que debo dejar a la posteridad, exigen imperiosamente de mí que el último acto de mi Soberanía únicamente se encamine al expresado fin, a saber, a la tranquilidad, prosperidad, seguridad e integridad de la monarquía de cuyo trono me separo, a la mayor felicidad de mis vasallos de ambos hemisferios.

 Así pues, por un tratado firmado y ratificado, he cedido a mi aliado y caro amigo el Emperador de los franceses todos mis derechos sobre España e Indias; habiendo pactado que la corona de las Españas e Indias ha de ser siempre independiente e íntegra, cual ha sido y estado bajo mi soberanía, y también que nuestra sagrada religión ha de ser no solamente la dominante en España, sino también la única que ha de observarse en todos los dominios de esta monarquía. Tendréislo entendido y así lo comunicaréis a los demás consejos, a los tribunales del reino, jefes de las provincias tanto militares como civiles y eclesiásticas, y a todas las justicias de mis pueblos, a fin de que este último acto de mi soberanía sea notorio a todos en mis dominios de España e Indias, y de que conmováis y concurran a que se lleven a debido efecto las disposiciones de mi caro amigo el emperador Napoleón, dirigidas a conservar la paz, amistad y unión entre Francia y España, evitando desórdenes y movimientos populares, cuyos efectos son siempre el estrago, la desolación de las familias, y la ruina de todos.
 Dado en Bayona en el palacio imperial llamado del Gobierno a 8 de mayo de 1808. Yo el Rey [Carlos IV]. Al Gobernador interino de mi consejo de Castilla.
Gazeta de Madrid, viernes 20 de mayo de 1808.

Antes de la medianoche del 5 de mayo, Fernando VII le entregaba al emperador una copia de la carta que se proponía enviar a su padre con fecha del día siguiente en la que renunciaba a la corona en favor suyo, «deseando que V.M. pueda gozarla por muchos años». Esto último un rasgo de «humor negro» o un «acto de venganza», según Emilio La Parra, «cuando sabía que ya la había cedido [la corona] a Napoleón». Al igual que su padre, Fernando VII también firmó un tratado con Napoleón por el que el emperador se comprometía a pagar al «Príncipe de Asturias» ―este sería el tratamiento que se le daría a Fernando― una pensión alimenticia de 500 000 francos, más una renta de 600 000. De camino al château de Valençay donde permanecerían recluidos, Fernando, su tío Antonio y su hermano Carlos firmaron una proclama en Burdeos el 12 de mayo en la que exhortaban a los españoles a que se mantuvieran «tranquilos», «esperando su felicidad de las sabias disposiciones y del poder del emperador Napoleón». Un periodista francés escribió en un periódico contrarrevolucionario editado en Londres: «es un nuevo ejemplo de una familia real envilecida, apagada y destruida». A Fernando lo calificaba de «bobo e imprudente». El 18 de mayo llegaban a Valencay donde los estaba esperando Talleyrand, propietario del château. Por su parte Napoleón había enviado una carta a Murat, su lugarteniente en España, en la que le decía: «Destino al rey de Nápoles [José Bonaparte] a reinar en Madrid». El historiador francés Thierry Lentz ha comentado: José Bonaparte «iba en realidad a abandonar las pendientes del Vesuvio por un volcán todavía más caprichoso».

## El interregno

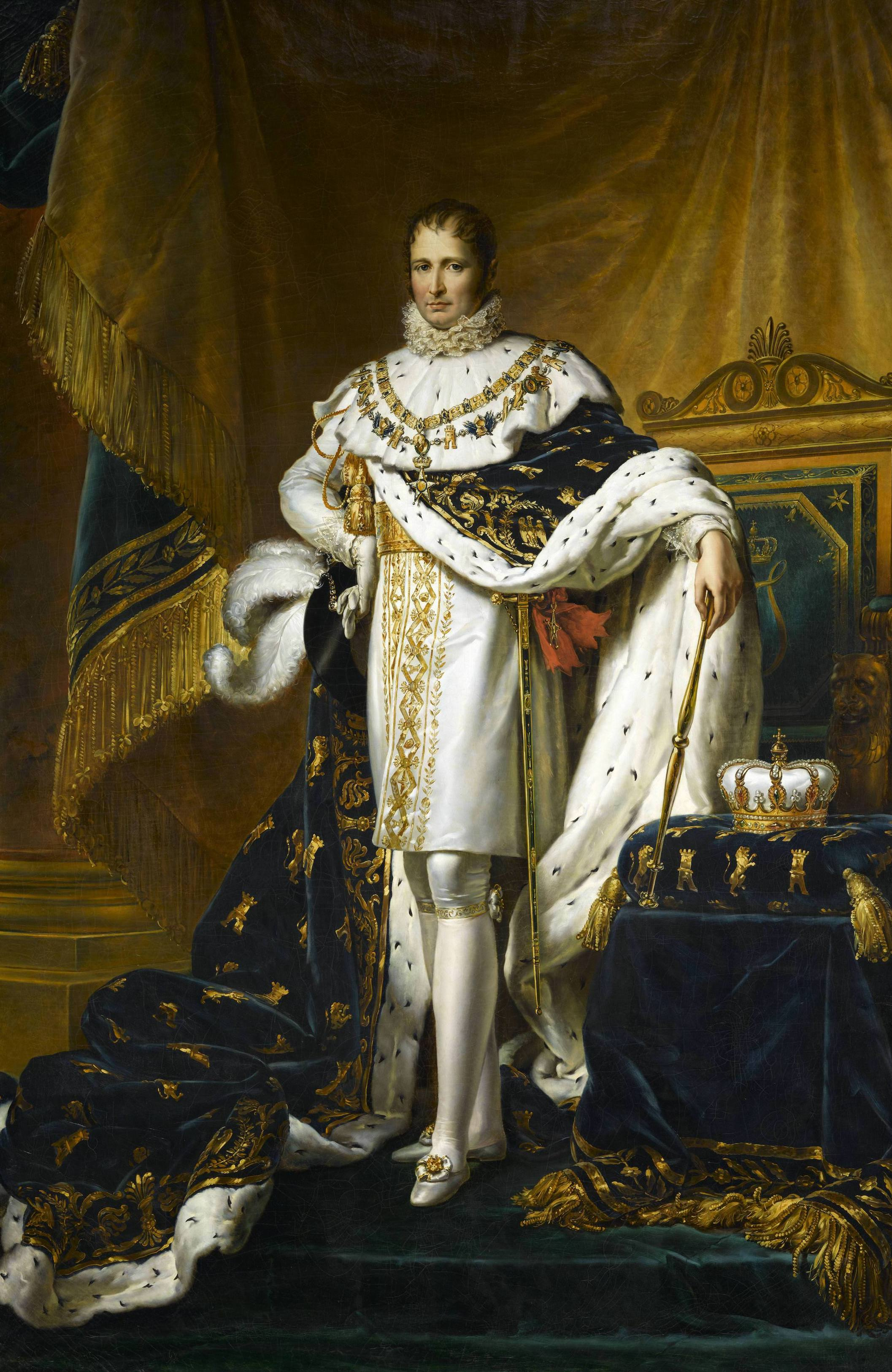
José Bonaparte, hermano de Napoleón, nombrado tras las Abdicaciones de Bayona rey de España con el nombre de José Napoleón I.

El 10 de mayo Napoleón le escribe a su hermano mayor José Bonaparte, desde 1806 rey de Nápoles por designación suya, en la que le comunica que le va a ceder los derechos de la Corona española que a su vez acaba de recibir de Carlos IV y de Fernando VII:

La nación, por medio del Consejo de Castilla, me pide un rey. Es a vos a quien destino esta corona: España no es lo que el reino de Nápoles; se trata de once millones de habitantes, más de 150 millones de ingresos, sin contar con las inmensas rentas y las posesiones de todas las Américas. Es una corona que, por los demás, os establece en Madrid a tres días de Francia, que cubre totalmente una de sus fronteras. Estando en Madrid, estáis en Francia; Nápoles es fin del mundo. Deseo pues que inmediatamente después de haber recibido esta carta, dejéis la regencia a quien queráis, el mando al mariscal Jourdan, y que partáis para dirigiros a Bayona.

Cuando a mediados de mayo de 1808 se conoce lo ocurrido en Bayona, la rebelión antifrancesa se extiende por toda España, mientras que el nuevo rey José I no llegará a Madrid hasta finales de julio. Este «interregno», según el historiador Miguel Artola, fue «el primer error napoleónico». «En este momento, cuando era más necesaria la existencia de un Gobierno fuerte, capaz de mantener el orden, la autoridad máxima es el general en jefe de los ejércitos franceses [Murat], poder extraño al país, y que, por añadidura, está enfermo y no se ocupa del gobierno. El pueblo ―abandonado por sus reyes, que han abdicado―, sin el nuevo monarca ―que no llegará hasta el 20 de julio―, se encuentra, durante casi dos meses, ante un extraño e inesperado interregno, ante un trono vacío». Los cada vez más frecuentes y angustiosos despachos del embajador francés en Madrid conde de La Forest pidiendo a Napoleón que acelerara el proceso no surtieron efecto. «Cuando llegue José será demasiado tarde. La nación abandonada ha tenido tiempo de decidir por sí propia acerca de su futuro, y su respuesta es la guerra», concluye Artola.
El 25 de mayo Napoleón realizó una proclama a los españoles en la que indicaba que no iba a reinar en España, reafirmando la convocatoria de una asamblea de notables en Bayona y confirmando en su puesto a Murat.

...Españoles: después de una larga agonía vuestra nación iba a perecer. He visto vuestros males y voy a remediarlos... Vuestros príncipes me han cedido todos sus derechos a la corona de las Españas; yo no quiero reinar en vuestras provincias... y os haré gozar de los beneficios de una reforma sin que experimentéis quebrantos, desórdenes y convulsiones.
Españoles: he hecho convocar una asamblea general de las diputaciones, de las provincias y de las ciudades. Yo mismo quiero saber vuestros deseos y vuestras necesidades... asegurándoos al mismo tiempo una Constitución que concilie la santa y saludable autoridad del Soberano con las libertades y privilegios del pueblo.
Españoles: acordaos de lo que han sido vuestros padres, y mirad a lo que habéis llegado. No es vuestra la culpa, sino del mal gobierno que os regía. Yo quiero que mi memoria llegue hasta vuestros últimos nietos y que exclamen: es el regenerador de nuestra patria.
Bayona, 25 de mayo de 1808.

El 4 de junio el emperador dictó en Bayona un decreto en el que nombraba a su hermano José como rey de España. La «Asamblea de Bayona» convocada por Napoleón (con una asistencia de 91 de los 150 notables previstos) debatió el proyecto de Constitución preparado por él y, con escasas rectificaciones, aprobó entre el 15 y 30 de junio de 1808 la Constitución, llamada Estatuto de Bayona. El rey José la juró el 7 de julio y entró en España el 9 de julio. Llegó a Madrid el 20 de julio, pero solo estuvo en la capital once días ya que tuvo que abandonarla debido a la victoria de los «patriotas», defensores de los derechos de Fernando VII, en la batalla de Bailén. Pocos días después, el 11 de agosto, el Consejo de Castilla invalidó las abdicaciones de Bayona, y el 24 de agosto se proclamó rey in absentia a Fernando VII en Madrid. Subsiguientemente, el 14 de enero de 1809 Gran Bretaña reconoció en un tratado a Fernando VII como rey de España.